# Svanhild Sponberg
Svanhild Sponberg er en norsk håndboldspiller. Hun spillede 28 kampe og scorede fire mål for Norges håndboldlandshold mellem 1965 og 1973. Hun deltog også under VM 1973 hvor holdet kom på en 8.-plads.